# Afghanische Cricket-Nationalmannschaft in Sri Lanka in der Saison 2022/23
Die Tour der afghanischen Cricket-Nationalmannschaft nach Sri Lanka in der Saison 2022/23 fand vom 25. bis zum 30. November 2022 statt. Die internationale Cricket-Tour war Bestandteil der internationalen Cricket-Saison 2022/23 und umfasste drei One-Day Internationals. Die ODIs sind Bestandteil der ICC Cricket World Cup Super League 2020–2023. Die Serie endete 1–1 unentschieden.

## Vorgeschichte
Für beide Mannschaften war es die erste Tour der Saison. Es war das erste Aufeinandertreffen der beiden Mannschaften bei einer Tour.

## Stadion
Die folgenden Stadien wurden für die Tour als Austragungsort vorgesehen.
| Stadion                                            | Stadt | Kapazität | Spiele      |
| -------------------------------------------------- | ----- | --------- | ----------- |
| Muttiah Muralitharan International Cricket Stadium | Kandy | 35.000    | 1. – 3. ODI |

## Kaderlisten
Afghanistan benannte seinen Kader am 19. November 2022.
| ODI | ODI |
| Sri Lanka | Afghanistan |
| --- | --- |
| - Dasun Shanaka (K) - Charith Asalanka - Ashen Bandara - Dinesh Chandimal (wk) - Dhananjaya de Silva - Asitha Fernando - Wanindu Hasaranga - Lahiru Kumara - Dhananjaya Lakshan - Pramod Madushan - Kusal Mendis (wk) - Pathum Nissanka - Bhanuka Rajapaksa (wk) - Kasun Rajitha - Maheesh Theekshana - Dunith Wellalage | - Hashmatullah Shahidi (K) - Rahmat Shah (VK) - Fareed Ahmad - Noor Ahmad - Ikram Alikhil (wk) - Yamin Ahmadzai - Fazalhaq Farooqi - Rahmanullah Gurbaz (wk) - Riaz Hassan - Shahidullah Kamal - Rashid Khan - Mohammad Nabi - Gulbadin Naib - Azmatullah Omarzai - Mujeeb Ur Rahman - Zia-ur-Rehman - Ibrahim Zadran - Najibullah Zadran |

## One-Day Internationals

### Erstes ODI in Kandy
| 25. November Scorecard | Kandy | Afghanistan 294-8 (50)          | – | Sri Lanka 234 (38) |
|                        |       | Afghanistan gewinnt mit 60 Runs |   |                    |

Afghanistan gewann den Münzwurf und entschied sich als Schlagmannschaft zu beginnen. Für sie konnten die Eröffnungs-Batter Rahmanullah Gurbaz und Ibrahim Zadran eine erste Partnerschaft aufbauen. Gurbaz schied nach einem Fifty über 53 runs aus und wurde durch Rahmat Shah ersetzt, der 52 Runs erzielte. Nachdem Najibullah Zadran hineinkam, verlor Zadran nach einem Century über 106 Runs aus 120 Bällen sein Wicket und wurde gefolgt von Gulbadin Naib. Zadran schied nach 42 Runs aus und Naib erreichte 22 Runs, bevor die verbliebenen Batter die Vorgabe auf 295 Runs erhöhten. Bester sri-lankischer Bowler war Wanindu Hasaranga mit 2 Wickets für 42 Runs. Für Sri Lanka konnte sich zunächst der Eröffnungs-Batter Pathum Nissanka etablieren, und an seiner Seite erzielten Dinesh Chandimal 14, Dhananjaya de Silva 16 und Dasun Shanaka 16 Runs. Daraufhin bildete er eine Partnerschaft mit Wanindu Hasaranga, schied dann jedoch selbst nach einem Fifty über 85 Runs aus. An der Seite von Hasaranga konnte sich dann jedoch kein Spieler mehr etablieren und als der dann das letzte Wicket nach einem Fifty über 66 Runs verlor, hatte Sri Lanka das Spiel deutlich verloren. Beste afghanische Bowler waren Fazalhaq Farooqi mit 4 Wickets für 49 Runs und Gulbadin Naib mit 3 Wickets für 34 Runs. Als Spieler des Spiels wurde Ibrahim Zadran ausgezeichnet.

### Zweites ODI in Kandy
| 27. November Scorecard | Kandy | Afghanistan 228 (48.2) | – | Sri Lanka 10-0 (2.8) |
|                        |       | No Result              |   |                      |

Afghanistan gewann den Münzwurf und entschied sich als Schlagmannschaft zu beginnen. Für sie konnte Eröffnungs-Batter Rahmanullah Gurbaz, nachdem Ibrahim Zadran nach 10 Runs ausgeschieden war, mit Rahmat Shah eine Partnerschaft bilden. Gurbaz schied nach einem Fifty über 68 Runs aus und kurz darauf auch Shah nach 58 Runs. Daraufhin kam Hashmatullah Shahidi ins Spiel und fand mit Mohammad Nabi einen Partner. Shahidi verlor nach 28 Runs sein Wicket und Nabi schied nach 41 Runs aus. Bester sri-lankischer Bowler war Kasun Rajitha mit 3 Wickets für 31 Runs. Das sri-lankische Innings musste, nachdem Regenfälle einsetzten, im dritten Over abgebrochen werden. Damit endete das Spiel mit einem No Result. Damit sicherte sich Afghanistan, falls es in den folgenden Spielen der Super League keine Punkte abgezogen bekommt, quasi die Qualifikation für den Cricket World Cup 2023 in Indien.

### Drittes ODI in Kandy
| 30. November Scorecard | Kandy | Afghanistan 313-8 (50)          | – | Sri Lanka 314-6 (49.4) |
|                        |       | Sri Lanka gewinnt mit 4 Wickets |   |                        |

Afghanistan gewann den Münzwurf und entschied sich als Schlagmannschaft zu beginnen. Für sie konnte sich Eröffnungs-Batter Ibrahim Zadran etablieren und an seiner Seite Rahmat Shah 22 Runs, Najibullah Zadran ein Fifty über 77 Runs und Mohammad Nabi 12 Runs erreichen. Nachdem Rashid Khan nach 13 Runs ausgeschieden war, verlor Zadran sein Wicket mit dem letzten ball nach einem Century über 162 Runs aus 138 Bällen. Bester sri-lankischer Bowler war Kasun Rajitha mit 3 Wickets für 60 Runs. Sri Lanka begann mit den Eröffnungs-Battern Pathum Nissanka und Kusal Mendis. Mendis schied nach einem Fifty über 67 Runs aus und wurde durch Dinesh Chandimal ersetzt. Nissanka erreichte 35 Runs und an der Seite von Chandimal folgte Charith Asalanka. Chandimal verlor nach 33 Runs sein Wicket und nachdem Dasun Shanaka 43 Runs erreichte, konnte Dunith Wellalage an der Seite von Assalanka die Vorgabe mit dem drittletzten Ball einholen. Assalanka erzielte dabei ein Half-Century über 83 Runs und Wellalage 31 Runs. Bester afghanischer Bowler war Rashid Khan mit 4 Wickets für 37 Runs. Also Spieler des Spiels wurde Charith Asalanka ausgezeichnet.

## Auszeichnungen

### Player of the Series
Als Player of the Series wurden der folgende Spieler ausgezeichnet.
| Serie | Player of the Series |
| ----- | -------------------- |
| ODI   | Ibrahim Zadran       |

### Player of the Match
Als Player of the Match wurden die folgenden Spieler ausgezeichnet.
| Spiel  | Player of the Match |
| ------ | ------------------- |
| 1. ODI | Ibrahim Zadran      |
| 2. ODI | –                   |
| 3. ODI | Charith Asalanka    |